# Donald Phillips
Donald Phillips (Dalston, 18 december 1913 – Hemel Hempstead, 24 februari 1994) was een Brits componist en pianist.

## Levensloop
Op 14-jarige leeftijd hoorde hij de schrijver en muziekuitgever Lawrence Wright in een pub in Maida Vale piano spelen. Het was een cruciaal moment in zijn leven en sindsdien kreeg hij pianoles. Al spoedig schreef hij kleine werkjes, die door de muziekuitgeverij van Wright gepubliceerd werden.
In 1936 werd hij lid van de Musicians' Union en bleef dat bijna 60 jaar. Tijdens de Tweede Wereldoorlog diende hij bij de Royal Air Force en maakte deel uit van het entertainment team van de deelstrijdkrachten. Samen met Harry Secombe trad hij later voor de RAF op Cyprus op.
In de jaren 1940 tot 1960 begeleidde hij als pianist en muzikale directeur kunstenaars, zangeressen en zangers zoals de Marx Brothers, Beverley Sisters, Dickie Valentine, Shirley Bassey, Donald Peers, Alan Jones, Dick Emery, Anne Shelton, Yana, Jill Day, Joan Regan, Anita Harris, Susan Maughan en Ted Rodgers. In 1958 won hij de "Ivor Novello award" met zijn Melody of the Sea en zijn buitengewone engagement voor de Britse populaire muziek.
Phillips was in het begin van de jaren 1960 ook de componist van de bijdragen van Ronnie Carroll en Matt Monroe tijdens de Britse Eurovisiesongfestival. In 1963 won hij een compositiewedstrijd die georganiseerd werd door Radio Praag.
In 1977 ging zijn musical The Barrier in Nederland in première.
De laatste vijf jaren van zijn leven leed hij aan de ziekte van Parkinson; hij overleed in 1994 in een Joods bejaardenhuis in Hemel Hemstead.

## Composities

### Werken voor orkest
- 1940 Skyscraper Fantasy
- 1942 In God's Name And For Liberty
- 1947 Concerto in Jazz, voor piano en orkest
- 1948 Cuban Holiday
- 1958 Melody from the Sea
- 1958 October Rhapsody
- 1959 A Live Show is the Best Show
- 1960 Toni's Tune
- Israeli Carnival
- Opening Night
- Park Lane
- Soho Waltzes
- Street of a Thousand Memories
- Swinging Sleigh Bells
- Tap Dancer
- The Olympics
- Spanish Fiesta

### Werken voor harmonieorkest en brassband
- 1940 Skyscraper Fantasy
- 1947 Concerto in Jazz, voor piano en harmonieorkest
- 1948 Cuban Holiday
- Trumpet Fiesta, voor trompet en brassband

### Muziektheater

#### Musical
- 1977 The Barrier

### Liederen
- 1955 Let's get together, voor zangstem en piano – tekst: Tom Harrison
- Pantomime, voor zangstem en piano
- To Him! We're All The Same, voor zangstem en piano